# Nicolas-Charles Bochsa
Robert-Nicolas-Charles Bochsa est un musicien français né à Montmédy (Meuse) le 9 août 1789 et mort à Sydney (Australie) le 6 janvier 1856. Il était à la fois harpiste, compositeur, professeur, chef d'orchestre, éditeur, directeur de théâtre, producteur mais également spécialiste de l’art de la contrefaçon de signatures.
Oublié aujourd'hui, il fut très célèbre au XIXe siècle, à la fois en tant que compositeur prolifique et harpiste de tout premier plan mais aussi à cause de ses démêlés avec la justice qui défrayèrent la chronique. Il passa de ce fait presque toute sa vie hors de France, tant en Europe qu’en Amérique et en Océanie.

## Biographie
Fils du hautboïste, compositeur et éditeur Karl Bochsa dit Charles Bochsa, originaire de Bohême et de Marie-Charlotte Vautrain, Lorraine originaire d'Ennery, il étudie le piano avec son père, premier hautbois au Grand Théâtre de Lyon, puis la composition avec Franz Beck à Bordeaux avant d'entrer en 1807 au Conservatoire de Paris dans les classes de Charles-Simon Catel pour l'harmonie, Étienne-Nicolas Méhul pour la composition, François-Joseph Naderman et Marin pour la harpe. Détenteur d'un premier prix d'harmonie, il est nommé harpiste dans la musique impériale de Napoléon en 1812, poste qu'il conservera sous Louis XVIII. Il épouse la même année Georgette Ducrest, fille du marquis du Crest et nièce de madame de Genlis, qui lui donnera deux enfants.
Sa brillante carrière est toutefois interrompue par une condamnation à douze ans de travaux forcés, 4 000 francs d'amende et « à la marque » pour faux et vol. Il est en effet accusé d'avoir contrefait la signature de plusieurs personnes, musiciens célèbres (Berton, Méhul, Boieldieu, Nicolò) ou personnalités influentes (le comte Decazes, le duc de Wellington), sur des bons au porteur pour assouvir son goût du luxe. Le jugement est rendu par la cour d'assises de la Seine le 17 février 1818 en l'absence de Bochsa qui a prudemment choisi de quitter la France pour l'Angleterre l'année précédente en abandonnant femme et enfants.
À Londres, il devient successivement directeur de la musique du théâtre du roi, de l'Opéra-Italien et du Conservatoire royal de musique, professeur de harpe à la Royal Academy of Music (de 1821 à 1827) et chef d'orchestre au King's Theatre. Le 5 juillet 1839, il étrenne à l'Opéra-Italien de Londres une série de concerts en compagnie de la soprano anglaise Anna Rivière (en), épouse du compositeur Henry Rowley Bishop, surnommé le « Mozart anglais » et auteur du célèbre Home! Sweet Home! (1823). Il dédie à celle-ci de nombreuses mélodies et arrangements avant d'entamer une liaison qui durera jusqu'à la mort du compositeur. Ainsi, la cantatrice n'hésite pas à quitter son mari et ses trois enfants pour suivre son amant lorsque ce dernier quitte l'Angleterre à la suite d'accusations de bigamie. Bochsa est en effet accusé d'avoir épousé Amy Wilson (sœur de la célèbre courtisane et maîtresse présumée - entre autres - du prince de Galles, Harriette Wilson (en)), sans avoir divorcé de sa première épouse.
Les amants entreprennent une tournée qui les conduit à travers toute l'Europe (Danemark, Suède, Russie, Autriche, Hongrie, etc.) avant de s'installer à Naples où la direction du Teatro San Carlo engage Anna Bishop comme prima donna assoluta di cartello et Bochsa comme chef d'orchestre de 1843 à 1845. Ils se produisent plus de 300 fois dans une vingtaine d'opéras différents parmi lesquels La fidanzata corsa de Pacini, La cantatrice villane de Fioravanti, Lucia di Lammermoor et L'elisir d'amore de Donizetti, Beatrice di Tenda et La sonnambula de Bellini, Il barbiere di Siviglia et Otello de Rossini, I due Foscari de Verdi et créent Il Vascello di Gama de Mercadante.
Après une nouvelle tournée en Belgique, Suisse, Hollande, ils gagnent les États-Unis, puis le Mexique et enfin l'Australie où Bochsa meurt en 1856.  Anna fait édifier un tombeau au Camperdown Cemetary de Sydney avec cette dédicace : « This monument is erected in sincere devotedness by his faithfull friend & pupil Anna Bishop »
Nicolas-Charles Bochsa a composé plus de 350 œuvres, la plupart pour harpe (sonates, duos, fantaisies, symphonies, etc.) dont deux concertos et un nocturne pour deux harpes, flûte et cor anglais, mais également des opéras et opéras-comiques, un Requiem, des ballets, une sonate pour piano, un quatuor pour hautbois, violon, alto et basse, trois quatuors pour deux violons, alto et basse, un quintette pour harpe, hautbois, flûte, cor et basson, des trios pour violon, violoncelle et piano, un concerto pour flûte, plusieurs mélodies et de nombreux arrangements comprenant La Marseillaise et les Quadrilles pour violon de Niccolò Paganini.

## Œuvres diverses
- Le Retour de Trajan ou Rome triomphante, intermède en deux actes et en vers, livret de Stéphanie-Aline Despréaux (1805, Lyon)
- La Dansomanie, ballet (1806, Bordeaux)
- Le Déluge universel, oratorio (1806, Bordeaux)
- Requiem à la mémoire de Louis XVI pour chœur d'hommes et instruments à vent, dédié à Louis XVIII (Basilique Saint-Denis)
- L'Héritier de Paimpol, opéra-comique en trois actes (29 décembre 1813, Opéra-Comique)
- Les Héritiers Michau ou le Moulin de Lieursain, opéra-comique en un acte (30 avril 1814, Opéra-Comique)
- Alphonse d'Aragon, opéra-comique en trois actes (20 août 1814, Opéra-Comique)
- Le Roi et la Ligue ou la Ville assiégée, opéra-comique en trois actes de Théodore d'Artois et Emmanuel Théaulon (22 août 1815, Opéra-Comique)
- Les Noces de Gamache d'après Cervantès, opéra-comique en deux actes (16 septembre 1815, Opéra-Comique)
- La Lettre de change, opéra-comique en un acte (11 décembre 1815, Opéra-Comique)
- Un mari pour étrennes, opéra-comique en un acte (1er janvier 1816, Opéra-Comique)
- Justine ou la Cruche cassée, ballet (7 janvier 1825, Londres)
- Le Temple de la Concorde, ballet (28 janvier 1825, Londres)
- La Naissance de Vénus, ballet en deux actes (8 avril 1826, Londres)
- Le Corsaire, ballet en trois actes (29 juin 1837, Londres)

## Citation
« On ferait plus d’un volume des folies, des aventures romanesques, de la vie si agitée de ce harpiste célèbre. Ses mémoires seraient chose fort curieuse [...]. De quelle aventure galante, mystérieuse, fantastique, ce harpiste, qui fut un des plus beaux hommes de France et de Navarre sous la Restauration, ne fut-il pas le héros ? »

— Revue et Gazette musicale, 1842

### Discographie
- Étude « allegro agitato », Lily Laskine (harpe), Erato, 1975
- Rondeau sur le trio « Zitti zitti » du Barbier de Séville de Rossini, Isabelle Moretti (harpe), Naïve, 2009
- Rondeau sur le trio Zitti Zitti du Barbier de Séville, in Rossini for Harp, VERMEER 400003, 2016, Paola Perrucci (harpe)
- Fantaisie sur "I Capuleti e i Montecchi" de Bellini, Claudia Antonelli (harpe), Naxos, 1996
- Fantaisie « Les Merveilles de Paganini », Rachel Talitman (harpe), Harpe & Co, 2010
- Étude en la majeur et Étude-valse en fa dièse mineur, Lily Laskine et Marielle Nordmann (harpes), Erato, 1982
- Nocturne op. 51 no 1, Rachel Talitman (harpe), Pierre-Henri Xuereb (alto), Harpe & Co, 2008
- Grande Sonate no 2, Philippe Pierlot (flûte), Catherine Michel (harpe), Symphony Land, 1994
- 6 Nocturnes concertants op. 59, pour violon et harpe, composés en collaboration avec Rodolphe Kreutzer, Guillaume Sutre (violon) et Kyunghee Kim-Sutre (harpe), Sonarti, 2016
- Cantabile espressivo op. 62 no 21 pour harpe ; Fantaisie op. 72 pour cor et harpe, Lily Laskine (harpe), Georges Barboteu (cor), Erato, 1971/72
- Air Irlandais pour harpe, flûte et orchestre à cordes (extrait du Concerto n°3 op.293), Lily Laskine (harpe), Jean-Pierre Rampal (flûte), Orchestre Jean-François Paillard, dir. Jean-François Paillard, Erato,1978
- Concerto pour harpe et orchestre no 1 en ré mineur, Lily Laskine (harpe), Orchestre des concerts Lamoureux, Jean-Baptiste Mari (dir.), Erato, 1965